# Eleanor Rigby
Eleanor Rigby è un brano musicale dei Beatles. È la seconda traccia dell'album Revolver, pubblicato il 5 agosto del 1966, stesso giorno di pubblicazione come primo singolo "Doppio lato A" con Yellow Submarine. La canzone fu scritta principalmente da Paul McCartney. Con un arrangiamento per ottetto d'archi di George Martin e dello stesso McCartney, e un forte testo centrato sulla solitudine, la canzone accompagnò la trasformazione del gruppo, cominciata con l'album Rubber Soul, da gruppo principalmente orientato al pop a gruppo più serio e sperimentale.

## Descrizione

### Musica e arrangiamento
La melodia rispetta il tipico stile di McCartney, che si distacca dai ritmi rock e blues provenienti dall'America preferendo composizioni più equilibrate e melodiche; l'arrangiamento (realizzato da McCartney) è anch'esso tipico del pop con una peculiarità: un'orchestra di otto elementi (ottetto) formata da quattro violini, due viole e due violoncelli accompagna la voce solista di Paul e i cori, eseguendo una composizione di George Martin.
Nelle sedute di registrazione del 1966 nessun Beatle suonò uno strumento, anche se John Lennon e George Harrison contribuirono al coro.
La scelta dell'orchestra effettuata da Paul McCartney fu influenzata dalla sua improvvisa passione per Antonio Vivaldi; a tal proposito John Lennon dichiarò nel 1980: «L'accompagnamento dei violini fu idea di Paul. Jane Asher (la fidanzata di Paul) gli fece conoscere Vivaldi e lui si entusiasmò».

### Testo e significato

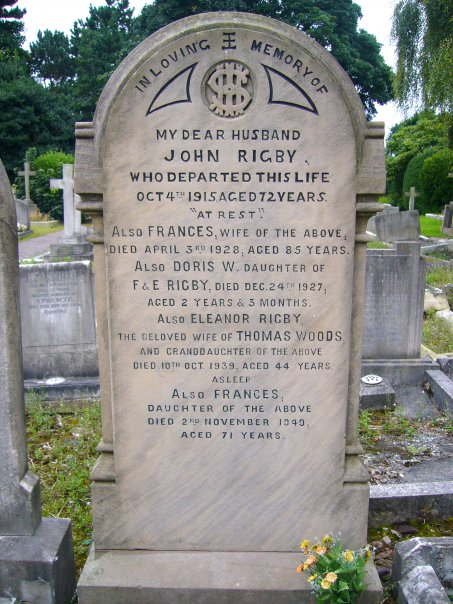
La lapide di Eleanor Rigby nel cimitero di St Peter’s, Liverpool

Il testo comincia con un invito all'ascoltatore:  "Look at all the lonely people" ("Guarda tutte le persone sole"), dove la solitudine è intesa non come assenza di rapporto amoroso ma come condizione esistenziale che impedisce il rapporto con gli altri.
Come in risposta, giunge la descrizione di due fra tutte le persone sole: Eleanor Rigby e un prete, padre McKenzie: la prima è intenta a "raccogliere il riso in una chiesa dove c'è stato un matrimonio", "vive in un sogno", truccandosi e aspettando alla finestra senza che nessuno arrivi a strapparla dal suo stato. L'immagine della chiesa evoca uno stato di fortissima solitudine: in opposizione al matrimonio, momento della felicità e della festa per antonomasia, Eleanor raccoglie il riso buttato durante la festa nella chiesa ormai vuota.
La seconda strofa è dedicata a padre McKenzie, un parroco che "scrive le parole di un sermone che nessuno ascolterà" ("writing the words of a sermon that no one will hear"), nella stessa chiesa dove c'è Eleanor: nonostante ciò, la loro solitudine è invincibile, ed essi rimangono soli pur essendo vicini, pur avendo bisogno dell'affetto reciproco. Dopo una ripetizione del motivo iniziale, l'epilogo: Eleanor Rigby muore proprio in quella chiesa, e verrà seppellita da padre McKenzie in un funerale al quale nessuno verrà. Le ultime parole della canzone sottolineano che "nessuno fu salvato" ("no one was saved"): né Eleanor né il padre riuscirono mai a rompere il muro che li separava dagli altri esseri umani e, forse, non furono ben graditi neppure a Dio (a questo può rimandare l'allusione alla salvezza); la chiusa è dunque decisamente pessimistica, con una melodia malinconica.
In un'intervista a GQ nel 2018 Paul ha spiegato come ha creato il nome della protagonista della canzone combinando il nome dell'attrice Eleanor Bron, con il nome "Rigby" di un negozio a Bristol. Molti anni dopo gli è stato fatto notare che nel cimitero della chiesa di St. Peter esiste la tomba della famiglia Rigby ed Eleanor viene citata tra coloro che vi sono sepolti. La chiesa si trova nella zona di Woolton (Liverpool), dove Paul conobbe John il 6 luglio 1957 durante una festa parrocchiale: John si stava esibendo con il suo gruppo The Quarrymen.

### Registrazione
- Giovedì 28 aprile 1966 - studio 2 Abbey Road 17.00-19.50 nastri 1-14 riduzione del nastro 14 su nastro 15 produttore George Martin Tecnico del suono Geoff Emerick, Phil McDonald registrazione degli archi (1-14) e missaggio sul nastro 15
- Venerdì 29 aprile 1966 - studio 2 Abbey Road 17.00-01.00 registrazione su nastro 15 remix dei nastri 1-3 su nastro 15 produttore George Martin Tecnico del suono Geoff Emerick, Phil McDonald registrazione della voce di McCartney e delle parti corali di Harrison e Lennon ("ah, look at all the lonely people")
- Lunedì 6 giugno 1966 - studio 2 Abbey Road 24.00-01.30 registrazione su nastro 15 produttore George Martin Tecnico del suono Geoff Emerick, Phil McDonald missaggio dei nastri precedenti e di una nuova parte vocale di McCartney
- Mercoledì 22 giugno 1966 - studio 3 Abbey Road 19.00-01.30 produttore George Martin Tecnico del suono Geoff Emerick, Jerry Boys remix 3 e 4 del nastro 15 missaggio stereo per LP

## Critica
Sebbene Eleanor Rigby non fosse la prima canzone pop a trattare i temi della morte e della solitudine, secondo Ian MacDonald rappresentò "uno shock per gli ascoltatori di musica pop del 1966.". Infatti, a quell'epoca il formato della canzone pop difficilmente sembrava il veicolo adatto per un messaggio di quel tipo. Ciononostante, Eleanor Rigby, con il suo messaggio di depressione e desolazione scritto da un gruppo famoso di musica pop, raggiunse la cima delle classifiche.
Eleanor Rigby sta a metà strada nella evoluzione dei Beatles dalle vivaci esibizioni dal vivo alla sperimentazione in studio, sebbene la canzone non contenga evidenti effetti di registrazione. Mentre molte delle altre canzoni di Revolver si addicono a un gruppo rock, Eleanor Rigby precorre le tracce psichedeliche di Sgt. Pepper's Lonely Hearts Club Band.
Anche il soggetto riflette la transizione del gruppo. Il testo desolato non era la prima deviazione dei Beatles dalle canzoni d'amore, ma era uno dei più espliciti. L'esistenza solitaria di Eleanor Rigby ha un tono più consono a quello di A Day in the Life che a I Want to Hold Your Hand.
Eleanor Rigby è inclusa in alcuni libri di riferimento sulla musica classica e considerata comparabile a canzoni e Lieder di grandi compositori. Il compositore Howard Goodall definì le opere dei Beatles "una sorprendente sequenza di melodie sublimi che forse solo Mozart può pareggiare nella storia musicale europea". A proposito di Eleanor Rigby disse che è una "versione urbana di una ballata tragica in modo dorico".
Per la canzone Paul McCartney riceverà nel 1966 il Grammy Award per la migliore interpretazione vocale dell'anno. Nel 2000 invece, 34 anni dopo, Eleanor Rigby riceve il Grammy Hall of Fame.

## Classifiche
Il singolo ebbe un ottimo riscontro di vendite in Gran Bretagna, dove si piazzò saldamente, per ben quattro settimane, al primo posto della Hit Parade, mentre negli Stati Uniti
venne accolto tiepidamente, raggiungendo appena l'undicesimo posto della classifica. Forse i Beatles negli Stati Uniti scontarono l'onda lunga negativa delle dichiarazioni di John Lennon, del marzo 1966, sulla loro presunta maggiore popolarità e importanza rispetto a Gesù.

## Formazione
The Beatles
- Paul McCartney - voce, cori
- John Lennon - cori
- George Harrison - cori

Altri musicisti
- Tony Gilbert - violino
- Sidney Sax - violino
- John Sharpe - violino
- Jurgen Hess - violino
- Stephen Shingles - viola
- John Underwood - viola
- Derek Simpson - violoncello
- Norman Jones - violoncello

Crediti
- George Martin - produttore

## Cover
- Nel 1967 il noto chitarrista jazz Wes Montgomery, pubblicò l’album A Day in the Life, la cui sesta traccia è una cover di Eleanor Rigby.
- Nel 1967 Joan Baez, nel suo album Joan, include la sua cover di Eleanor Rigby come seconda traccia.
- Nel 1967 i Vanilla Fudge inserirono nel loro album una versione "psichedelica" di Eleanor Rigby.
- I Lord Sitar ne realizzarono una loro versione nel 1968.
- La canzone è stata pubblicata come singolo da Ray Charles nel 1968 e interpretata anche all'Ed Sullivan Show.
- Nel gennaio del 1970 Aretha Franklin ne incise una sua versione, assieme ad una cover di Let It Be, e furono entrambe inserite nell'album This Girl's Love with You.
- Tony Bennett ne incise una versione "recitata" nell'album Tony Sings the Great Hits of Today! del 1970.
- Nel 1971 Don Sugarcane Harris ne propone una versione fortemente orientata al jazz-rock come primo brano del suo album Fiddler on the Rock.
- Appare in diversi dischi l'interpretazione di Caetano Veloso: Qualquer coisa (1975), Caetano Veloso (1986). *Chitarrista solista virtuoso STANLEY JORDAN la interpreta e la orchestra da solista in modo sublime al Newport Jazz Festival il 23 Agosto 1986.
- La canzone Ma come fa la gente sola, tratta dall'album I miei americani 2 di Adriano Celentano pubblicato nel 1986 è la cover di Eleanor Rigby ma è riproposta rifacendosi alla versione che ne fece Ray Charles. Il titolo originale compare nel testo italiano riferito proprio alla canzone e non al personaggio creato da Paul McCartney.
- Nel 1998 viene interpretata da Kansas aprendo e apparendo nell'album di rifacimenti Always Never the Same.
- I Big Country, nel disco Eclectic del 1996 (traccia 6, chitarra acustica e violino).
- Il disco dei Pain Nothing Remains the Same del 2002 contiene anche la cover di Eleanor Rigby.
- Nel 2004 una versione voce e contrabbasso di “Eleanor Rigby” apre l’album di esordio di Musica Nuda.
- Nel 2006 la band californiana dei Thrice ha riproposto il pezzo in chiave post-hardcore.
- Nel 2007 la band italiana Ancestral ne ha realizzato una propria versione in chiave heavy metal.
- Nel 2010 i gruppi italiani Marla Singer e About Wayne ne hanno realizzato una propria versione.
- Nel 2010 il gruppo canadese Walk Off the Earth ha registrato una cover del brano.
- Nel 2011 il chitarrista fusion franco-vietnamita Nguyen Le ha inciso una versione del brano nell'album Songs of Freedom.
- Ne è stata proposta una versione dal duo svedese Lise e Gertrud.
- Nel 2014 Alice Cooper ne incise una sua versione.
- Apre l'album orchestrale del gruppo progressivo Kansas intitolato Always Never the Same.
- Nel 2016 il gruppo musicale folk islandese Of Monsters and Men ha eseguito una cover del brano per il cartone Beat Bugs.